# Melita Norwood
Melita Norwood (Bournemouth, 25 maart 1912 – Wolverhampton, 2 juni 2005) was een Britse ambtenaar, die veertig jaar lang spioneerde voor de toenmalige Sovjet-Unie. 
Norwood was secretaresse van de directeur van de British Non-Ferrous Metals Research Association, die in het geheim nucleair onderzoek deed en verantwoordelijk was voor het Britse atoombomprogramma. Ze kreeg toegang tot informatie over de Britse atoombom en het onderzoek naar uranium en speelde die door aan de Russen. Volgens David Burke, schrijver van een controversieel boek over Norwood, versnelde deze informatie de ontwikkeling van de Russische atoombom met vijf jaar.
Norwood was de dochter van een Letse vader en een Britse moeder (die volgens Burke eveneens spioneerde). Ze was een overtuigd communiste. In 1934 werd ze door Andrew Rothstein, een van de oprichters van de communistische partij van Engeland, gerekruteerd voor de NKVD, voorloper van de KGB. Twee jaar later werd ze voor de Russen actief. Midden jaren veertig werd ze secretaresse bij de British Non-Ferrous Metals Research Association, die werkte aan het Britse atoombomprogramma. Volgens Burke was de informatie die ze daarna doorspeelde aan de Russen even belangrijk als de informatie die Klaus Fuchs aan hen had verschaft. Ze spioneerde tot begin jaren 70 met succes voor de Russen, aldus de schrijver.
Haar spionage-activiteiten werden openbaar gemaakt in 1999, door ex-KGB-topman Vasili Mitrokhin. In de kranten kreeg ze de bijnaam 'de Bolsjevik van Bexleyheath'. Na de onthullingen relativeerde de Engelse regering haar belang. Ze werd dan ook niet vervolgd.
De Britse film Red Joan uit 2018 is geïnspireerd op Norwoods verhaal. De Britse actrices Sophie Cookson en Judi Dench speelden beiden de spionne op jonge en oude leeftijd.